# Spinomantis nussbaumi
Spinomantis nussbaumi es una especie de anfibio anuro de la familia Mantellidae.

## Distribución geográfica
Esta especie es endémica de Madagascar. Se encuentra entre los 1580 y 1650 m sobre el nivel del mar en el macizo de Tsaratanana en la provincia de Majunga.

## Descripción
Los 5 especímenes machos adultos observados en la descripción original miden de 47 a 56 mm de longitud estándar.

## Etimología
El nombre de la especie, nussbaumi, se le dio en referencia a Ronald Archie Nussbaum, herpetólogo estadounidense, por su gran contribución al conocimiento de la fauna herpetológica malgache.

## Publicación original
- Cramer, Rabibisoa & Raxworthy, 2008: Descriptions of two new Spinomantis frogs from Madagascar (Amphibia: Mantellidae), and new morphological data for S. brunae and S. massorum. American Museum Novitates, n.º 3618, p. 1-22[4]